# Dunadd

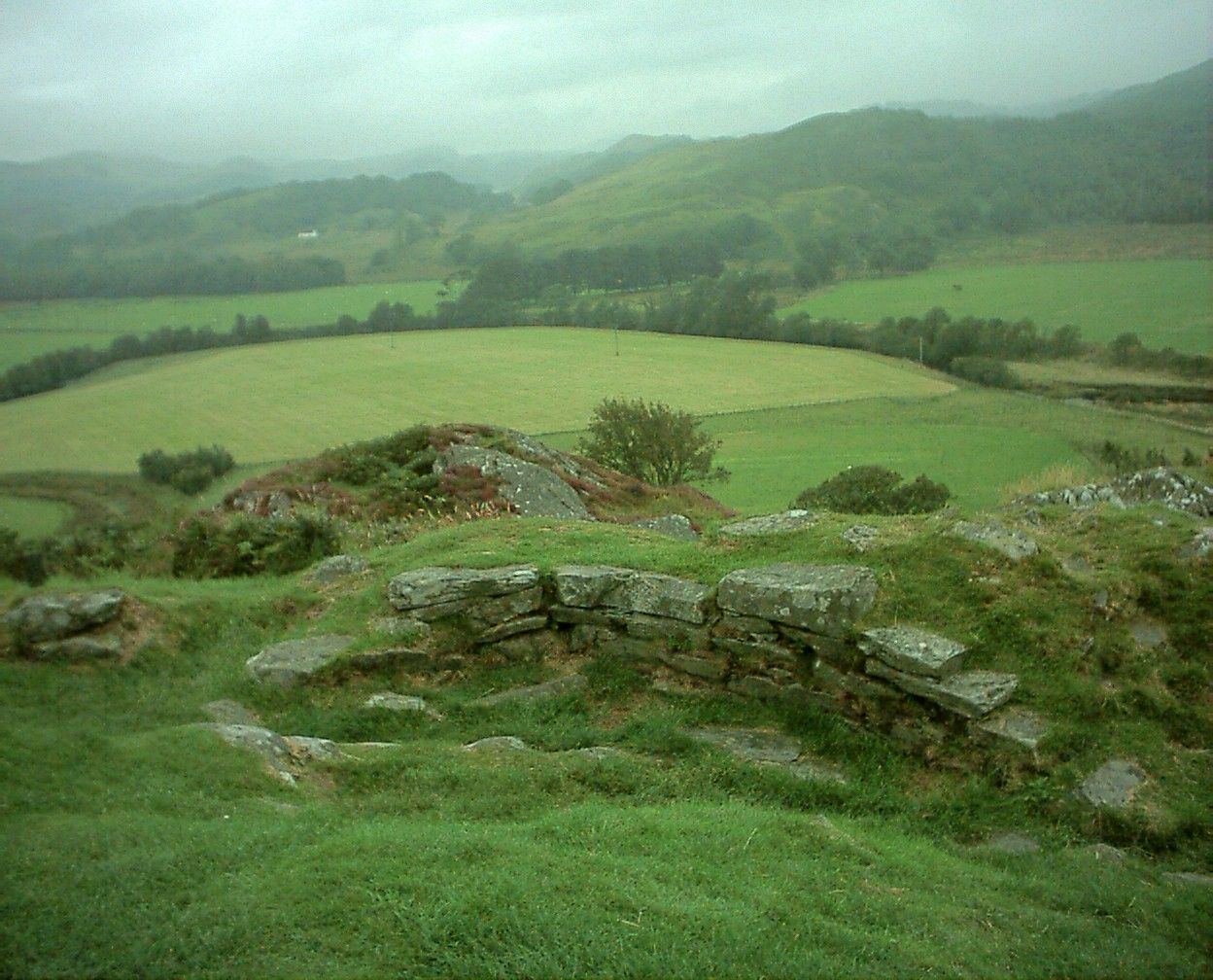
Dunadd

Dunadd (gaelico scozzese: Dùn Ad, "forte sul (fiume) Add") è una fortezza collinare risalente in un periodo compreso tra l'età del ferro e l'alto medioevo nell'attuale Argyll and Bute, in Scozia e ritenuta la capitale del regno di Dál Riata.